# Diary of a Madman
Diary of a Madman – drugi album studyjny brytyjskiego wokalisty Ozzy’ego Osbourne’a, wydany w 1981 roku.

## Lista utworów
1. „Over the Mountain” - 4:32
2. „Flying High Again” - 4:44
3. „You Can’t Kill Rock and Roll” - 7:00
4. „Believer” - 5:15
5. „Little Dolls” - 5:40
6. „Tonight” - 5:51
7. „S.A.T.O” - 4:08
8. „Diary of a Madman” - 6:14

## Twórcy
- Ozzy Osbourne - wokal
- Randy Rhoads - gitara
- Bob Daisley - gitara basowa
- Lee Kerslake - perkusja
- gościnnie: Don Airey - klawisze